# 寒河江光俊
寒河江 光俊（さがえ あきとし、別名: 寒河江 外記、生没年不詳）は、戦国時代から江戸時代の武将。寒河江高基に仕えていたが、主家滅亡後最上義光に仕えた。

## 生涯
寒河江氏の一族で寒河江高基に仕えた。寒河江氏が天正12年（1584年）最上義光の攻撃により滅ぶと最上家に仕えた。天正17年（1589年）徳川家康が義光に上洛を促すと、鷹三羽を贈り取り成しを願う使者となった。天正18年（1590年）義光は5月に亡くなった父義守の葬儀の為小田原征伐に遅参するが、前年からの交渉の甲斐もあり所領を安堵された。同年最上家は奥州仕置（出羽内陸方面）軍の先鋒となり、光俊も出羽検地に伴う仙北一揆の平定に功があった。
慶長5年（1600年）慶長出羽合戦では簗沢楯（山形県山辺町）を守るが、義光の命により上杉軍の到着前に撤退した。
また、由利十二頭の平定に功績があったという。

## 寒河江城主について
『西村山郡史』によれば天正12年6月、寒河江外記光俊をして寒河江城を守らしむ、との記載があるが、記述の根拠は示されていない。寒河江城は寒河江氏滅亡後最上義光の直轄領であったが、文禄年間最上義康の所領となり、慶長出羽合戦を経て慶長7年（1602年）頃から最上家親の所領となった。慶長14年（1609年）頃家親が山形城に移ると、「最上義光分限帳」にあるように寒河江肥前守広俊が二万七千石で領したが、慶長19年（1614年）最上義光が没すると寒河江肥前が殉死したため、再び最上氏蔵入り地になったという。分限帳作成時に光俊が既に没していたか、城代として寒河江城を治めた可能性が高い。

## 寒河江肥前との関係について
『ふるさと寒河江の歴史』によれば「山形城絵図」の西南三の丸稲荷口に寒河江新次郎の大きな屋敷地があり、家臣団の中では最も広く、寒河江肥前・寒河江新次郎・寒河江外記光俊が同一人物であるという説を記載している。